# Inga nuda
Inga nuda är en ärtväxtart som beskrevs av George Bentham. Inga nuda ingår i släktet Inga och familjen ärtväxter.

## Underarter
Arten delas in i följande underarter:
- I. n. longiflora
- I. n. nuda